# Меморіальний музей-садиба Івана Семеновича Козловського
Меморіа́льний музе́й-сади́ба Іва́на Семе́новича Козло́вського — музей, присвячений життю і творчості видатного українського співака Івана Семеновича Козловського.

## Заснування та статус
Заснований згідно з Постановою Кабінету Міністрів України № 160 від 11 березня 1994 року «Про увічнення пам'яті І. С. Козловського». Профіль мистецький. Є спільною власністю територіальних громад Київської області. Засновник-власник — Управління культури і туризму Київської обласної державної адміністрації, якому підпорядковано пам'ятку. Науково-методичне керівництво належить Департаменту музеєзнавства Міністерства культури і туризму України. Меморіальний музей-садиба І. С. Козловського є архітектурно-етнографічною та історико-культурною цінністю. Його визнано пам'яткою історії і архітектури кінця XIX — початку ХХ століття згідно з Постановою Кабінету Міністрів України від 3 вересня 2009 року за № 928 «Про занесення об'єктів культурної спадщини національного значення до Державного реєстру нерухомих пам'яток України».

## Структура
Меморіальний музей-садиба Івана Семеновича Козловського обіймає понад два гектари, обмежені річкою Протока та вулицею Шкільною. Її основою є стара садиба роду Козловських, що сформувалася в XIX столітті. На ньому розташована хата Козловських з музейною експозицією, пам'ятник І. С. Козловському (скульптор Валентин Зноба, архітектор Анатолій Ігнащенко) та парк. Олександра Сомова так описує його: «Музей-садиба Івана Козловського потопає у різнобарв'ї мальв, які веселим вінком обгорнули білу хатину під солом'яною стріхою, а далі — розбіглися між яблунями аж до берега, а ще далі — лугове пишнотрав'я і таємничі верби над водою».

## Експозиція та фонди
Експозиція відтворює інтер'єр хати Козловських, в якому знайшли своє місце родинні світлини, особисті речі Івана Семеновича (оперні костюми, клавіри, книги з власної бібліотеки) та етнографічний матеріал. Особливе значення має рукописна та музична спадщина І. С. Козловського, зосереджена в музеї-садибі (зокрема, 25 листів повоєнного періоду, кіно- та відеоматеріали, раритетні аудіозаписи 1945—1975 років).

## Парк
Був задуманий в 1960-ті роки та спланований І. С. Козловським разом з архітектором парків Я. Друцьким. В плані парк має вигляд хреста в терновому вінку (подібний до кельтського хреста). В його формуванні використано платани, липи, пірамідальні дуби, туї, айвові кущі. Частиною парка є яблуневий сад Олександра Довженка, висаджений самим І. С. Козловським, а також його друзями, зокрема, Максимом Рильським, Павлом Тичиною, Олесем Гончаром тощо.

## Події
- 2007 рік, травень. Меморіальний музей-садиба Івана Семеновича Козловського увійшов до списку 100 претендентів, відібраних для участі у всеукраїнській акції «Сім чудес України».
- 2010 рік, 16 травня. З нагоди 110-ї річниці з дня народження І. С. Козловського та 25-річчя від дня останнього перебування видатного співака в Україні й рідній Мар'янівці проведено пленер «Мар'янівська пастораль». В ньому брали участь митці Леонід Бернат, Олександр Білозор, Андрій Будник, Анатолій Буртовий, Анатолій Гайдамака, Ольга Карпенко, Артем Копайгоренко, Дмитро Корсунь, Микола Овчинніков, Іван Пилипенко, Сергій Московченко, Віктор Семеняка, а також заступник голови Українського товариства охорони пам'яток історії та культури Марина Бур'янова, заступник гендиректора Міжнародного конкурсу скрипалів ім. Давида Ойстраха Віктор Гродський, балетмейстер і хореограф Валерій Дебелий, заслужена артистка України Світлана Князєва, директор Фонду сприяння розвитку мистецтв Круліковський Юрій Олексійович, музичний продюсер Ігор Курилів, член Спілки дизайнерів України Віктор Новіков, співачка і художниця Руслана Шевельова та студенти КДІДПМД ім. М. Бойчука (керівник Олександр Мікула). Куратор пленеру — кандидат філологічних наук Ірина Гопанчук.
- Щороку у музеї-садибі відбувається традиційне свято Купала. В його програмі — виступи професійних гуртів і народних фольклорних колективів, майстер-класи соломоплетіння, гончарства, вишивки тощо, козацький куліш, купальські обрядодійства та українські забави.

## Публікації
- «Мар'янівська пастораль — 2010»: Свято «Івана Купала на садибі Івана Козловського». — Б/м, Меморіальний музей-садиба І. С. Козловського, 2010. — 24 с.
- Меморіальний музей-садиба Івана Семеновича Козловського: Буклет. — Б/м, б/д.

## Галерея

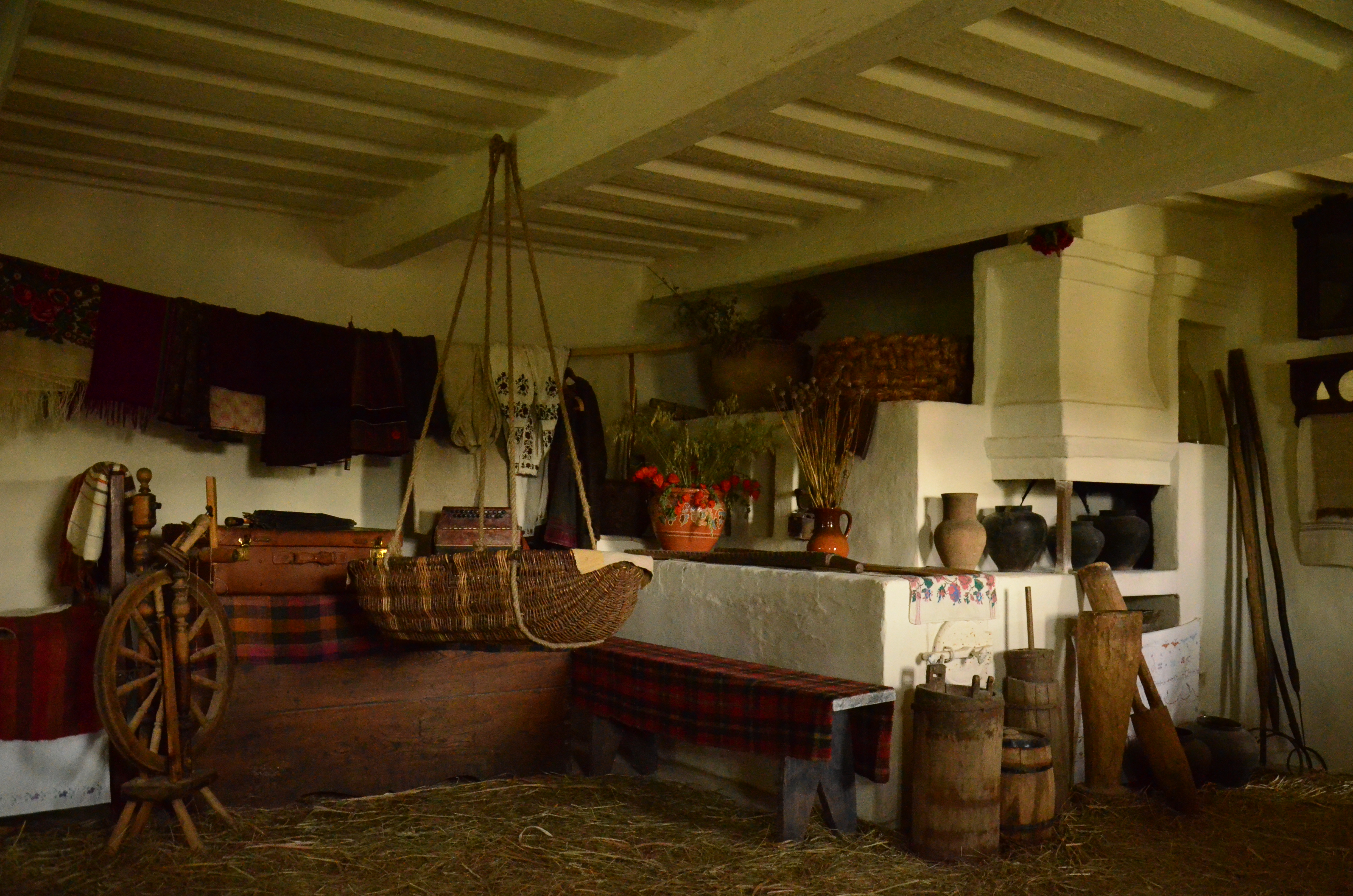
Меморіальний музей-садиба Івана Семеновича Козловського
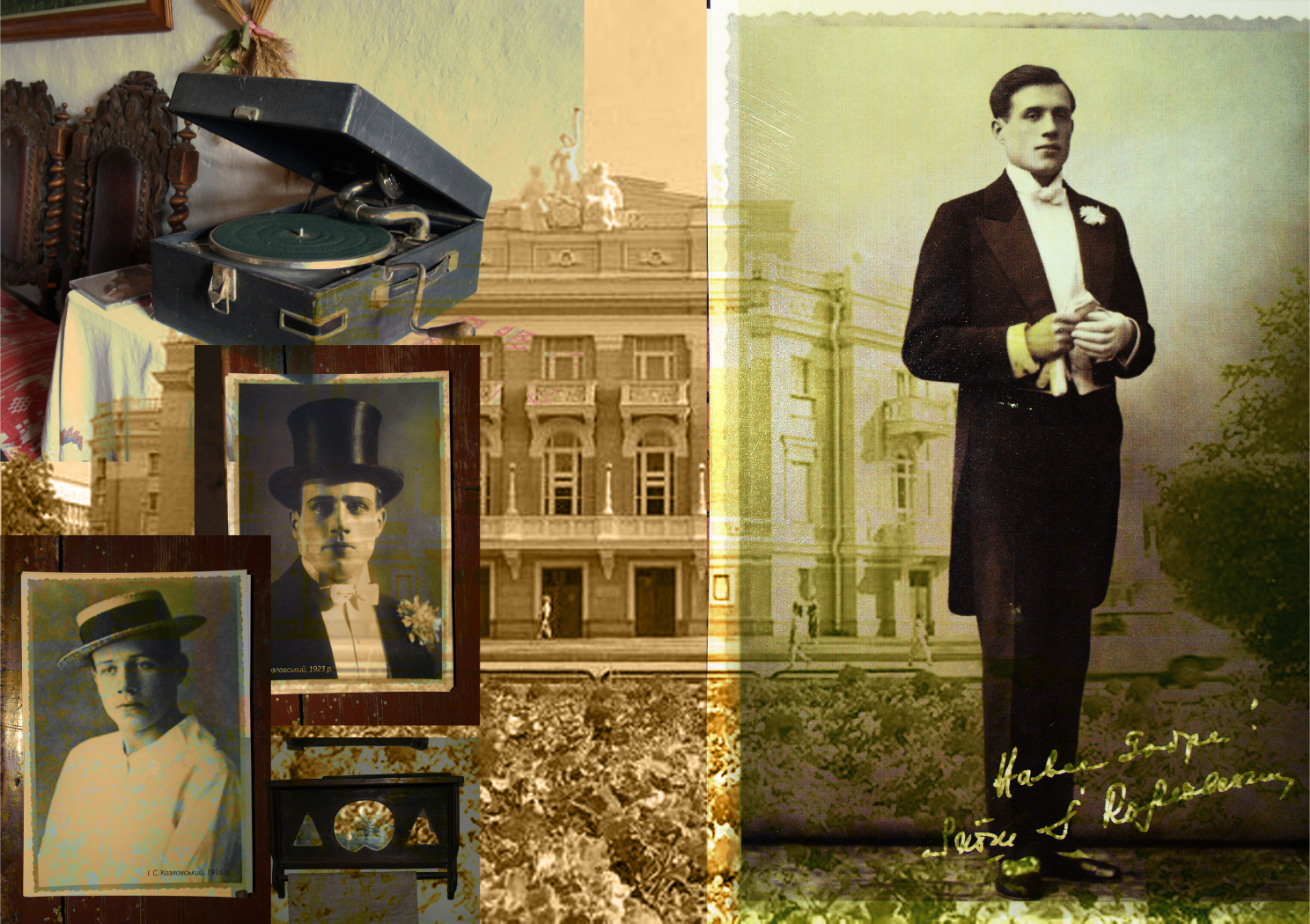
А. Будник. Серія «Життя Івана Козловського». Аркуш №2. «Юність». 2010
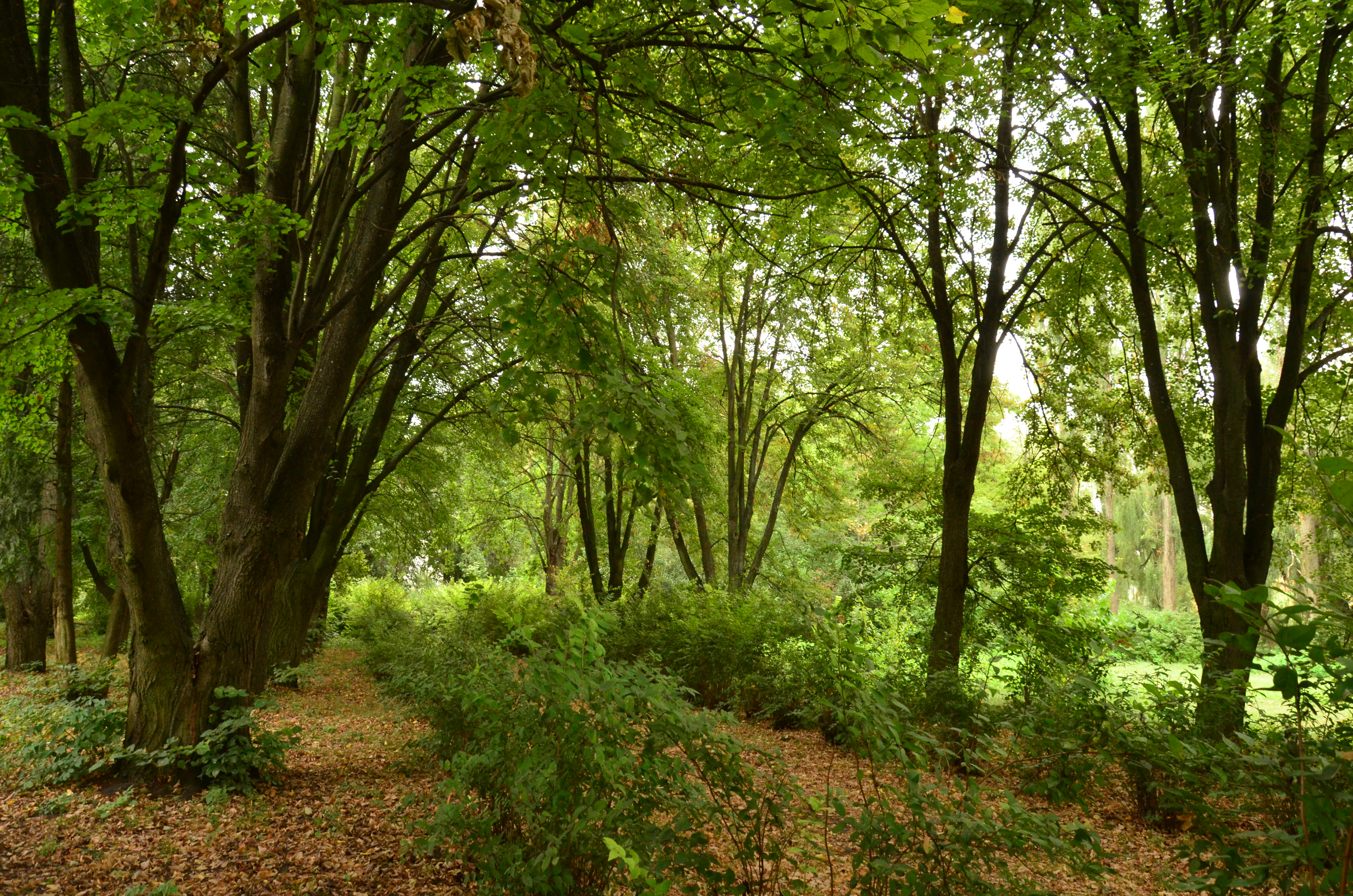
Парк біля садиби
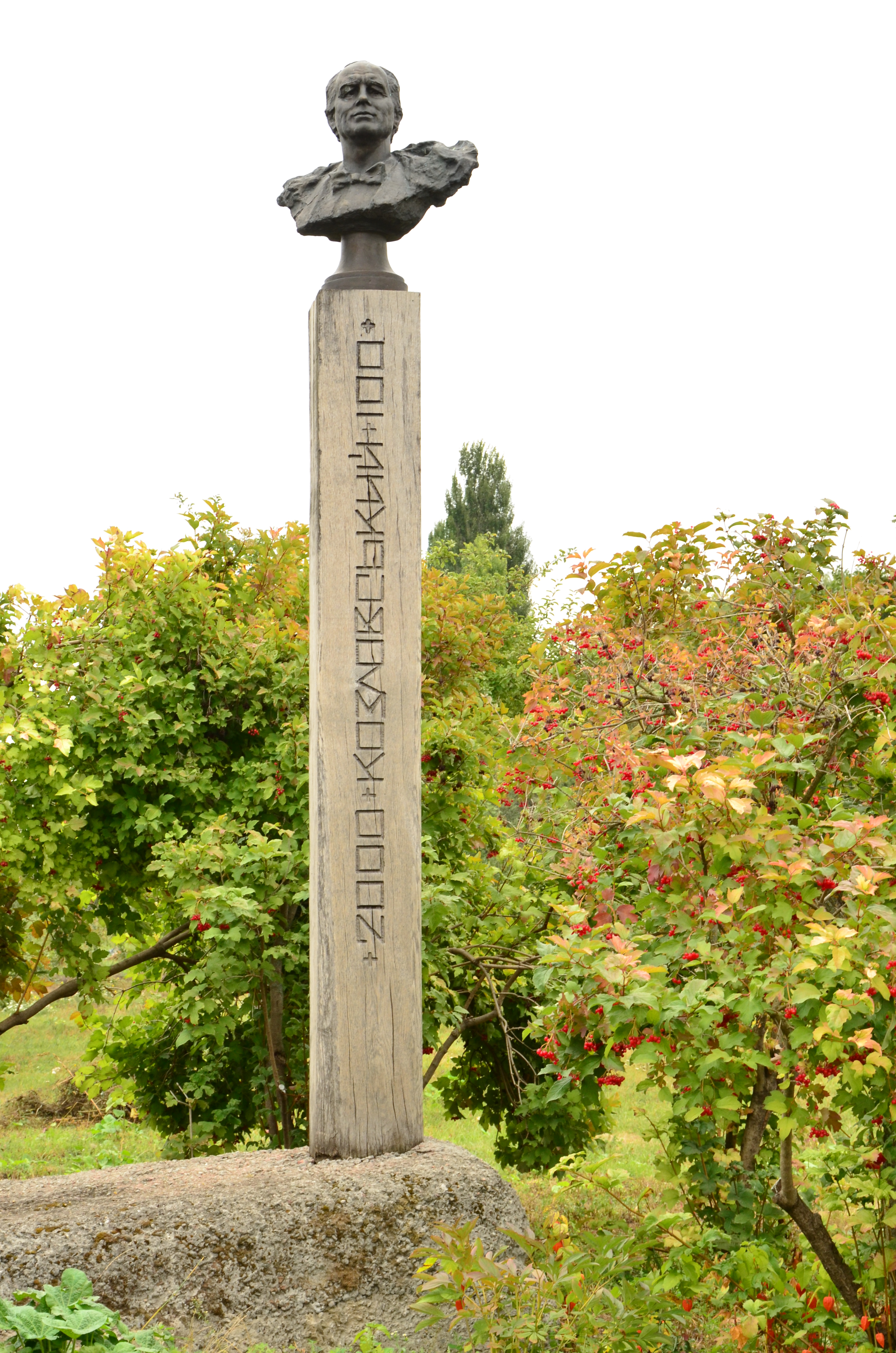
Бюст І.С.Козловського